# Julián Ruiz Martorell
Julián Ruiz Martorell (ur. 19 stycznia 1957 w Cuenca) – hiszpański duchowny katolicki, biskup Huesca i Jaca w latach 2011-2023, biskup Sigüenzy-Guadalajary od 2023. 

## Życiorys

### Prezbiterat
Święcenia kapłańskie otrzymał 24 października 1981 i został inkardynowany do archidiecezji Saragossy. Był m.in. dyrektorem centrum teologicznego Aragonii, wykładowcą kilku instytutów zakonnych oraz wikariuszem generalnym archidiecezji.

### Episkopat
30 grudnia 2010 papież Benedykt XVI mianował go biskupem ordynariuszem dwóch diecezji złączonych w unii in persona episcopi: Huesca i Jaca. Sakry biskupiej udzielił mu 5 marca 2011 abp Manuel Ureña Pastor.
31 października 2023 papież Franciszek przeniósł go na urząd biskupa Sigüenzy-Guadalajary. Ingres odbył 23 grudnia 2023.